# Tribunal (métro de Madrid)
Tribunal (en espagnol : estación de Tribunal), est une station de correspondance de la ligne 1 et la ligne 10 du métro de Madrid. Elle est située sous la rue de Fuencarral, près de l'intersection avec la rue Barceló, dans le quartier de l'Université, district Centro, à Madrid en Espagne.

## Situation sur le réseau

Plan du réseau.

Établie en souterrain, Tribunal est une station de correspondance de la ligne 1 et la Ligne 10 du métro de Madrid. Elle dispose de deux sous-stations :
Tribunal L1 est une station de passage de la Ligne 1 du métro de Madrid, située entre la station Bilbao, en direction du terminus Pinar de Chamartín, et la station Gran Vía, en direction du terminus Valdecarros Elle dispose des deux voies de la ligne encadrées par deux quais latéraux ;
Tribunal L10 est une station de passage de la Ligne 10 du métro de Madrid, située entre la station Alonso Martínez, en direction du terminus Pinar de Chamartín, et la station Plaza de España, en direction du terminus Puerta del Sur Elle dispose des deux voies de la ligne encadrées par deux quais latéraux.

## Histoire
La station Tribunal est mise en service le 17 octobre 1919 par la Compañía Metropolitana Alfonso XIII, lorsqu'elle ouvre la première ligne de métro de la capitale espagnole, dénommée línea Norte-Sur, entre Sol et Cuatro Caminos. Elle est nommée en référence au Tribunal des comptes dont l'édifice s'élève en face.
La station de la ligne 10 est mise en service le 18 décembre 1981 lors de l'ouverture du tronçon entre Plaza de España et Alonso Martínez.
Le 22 mars 2021, avec la mise en service de sept ascenseurs, la station devient totalement accessible aux personnes à mobilité réduite.

## Services aux voyageurs

### Accès et accueil
La station possède trois accès équipés d'escaliers, d'escaliers mécaniques et d'ascenseurs.. Située en zone A, elle est ouverte de 6h00 à 1h30.

### Desserte

#### Tribunal L1
La station est desservie par les rames de la ligne 1 du métro de Madrid.

Installations et desserte
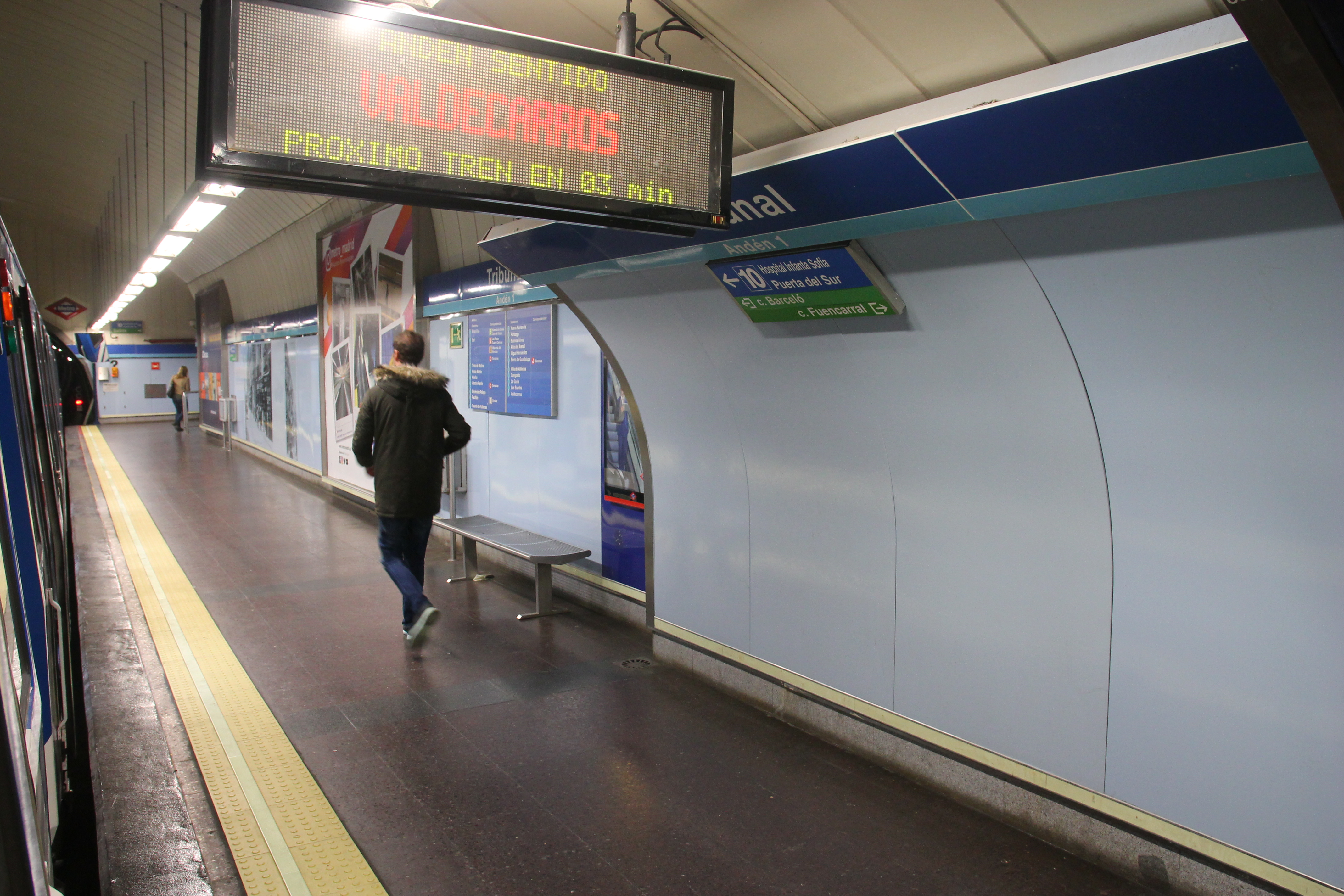
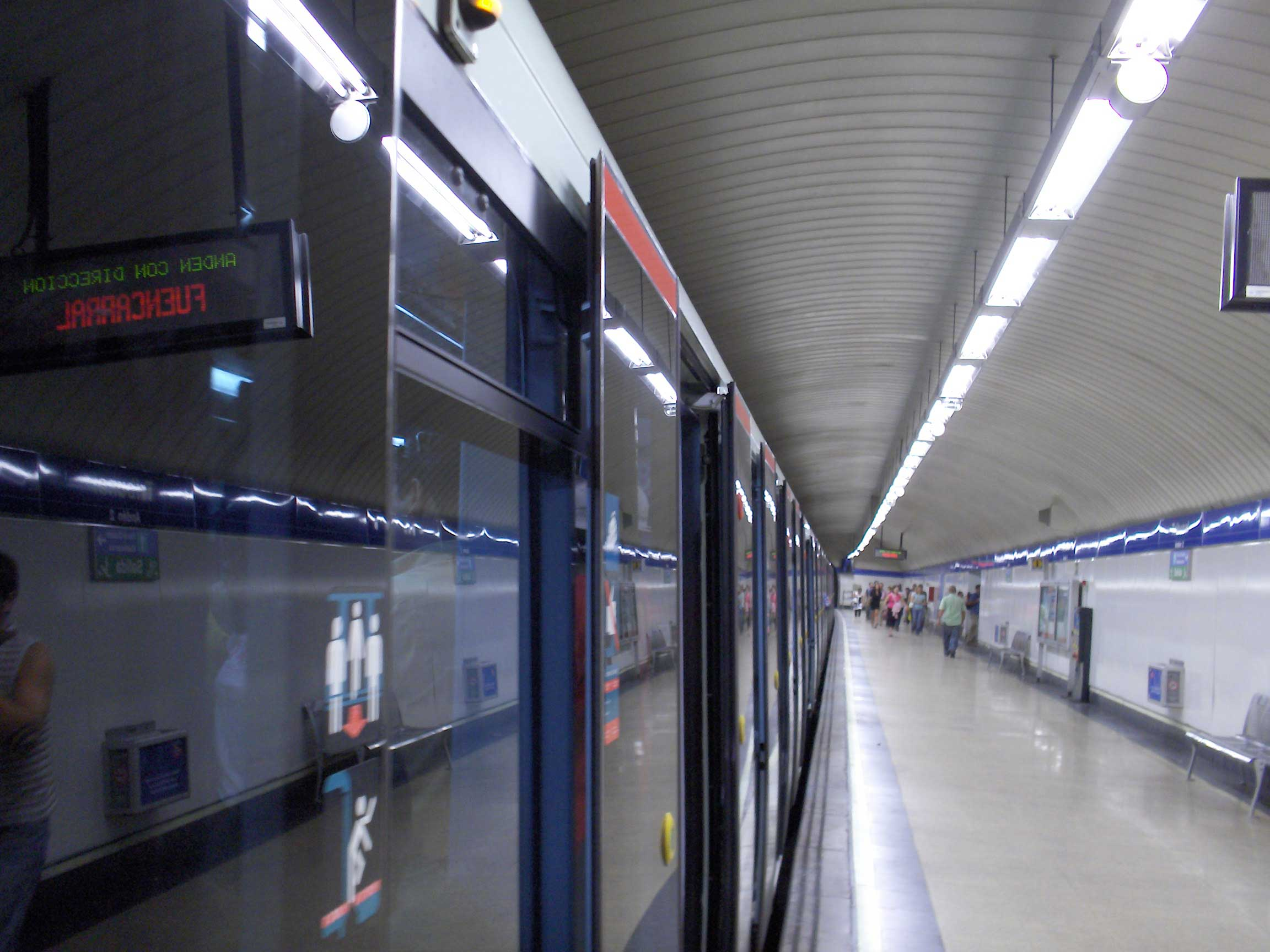
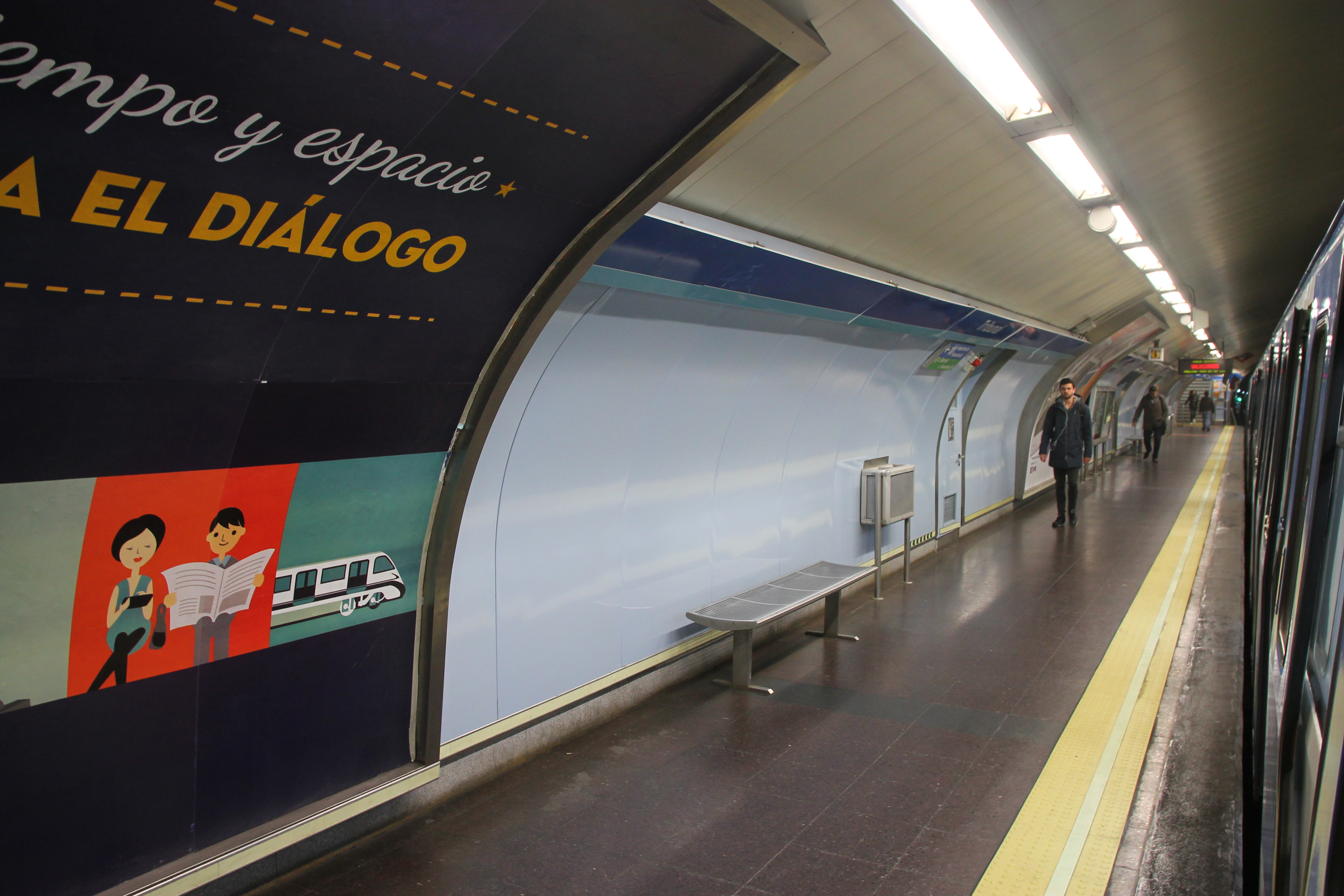

#### Tribunal L10
La station est desservie par les rames de la ligne 10 du métro de Madrid.

Installations et desserte
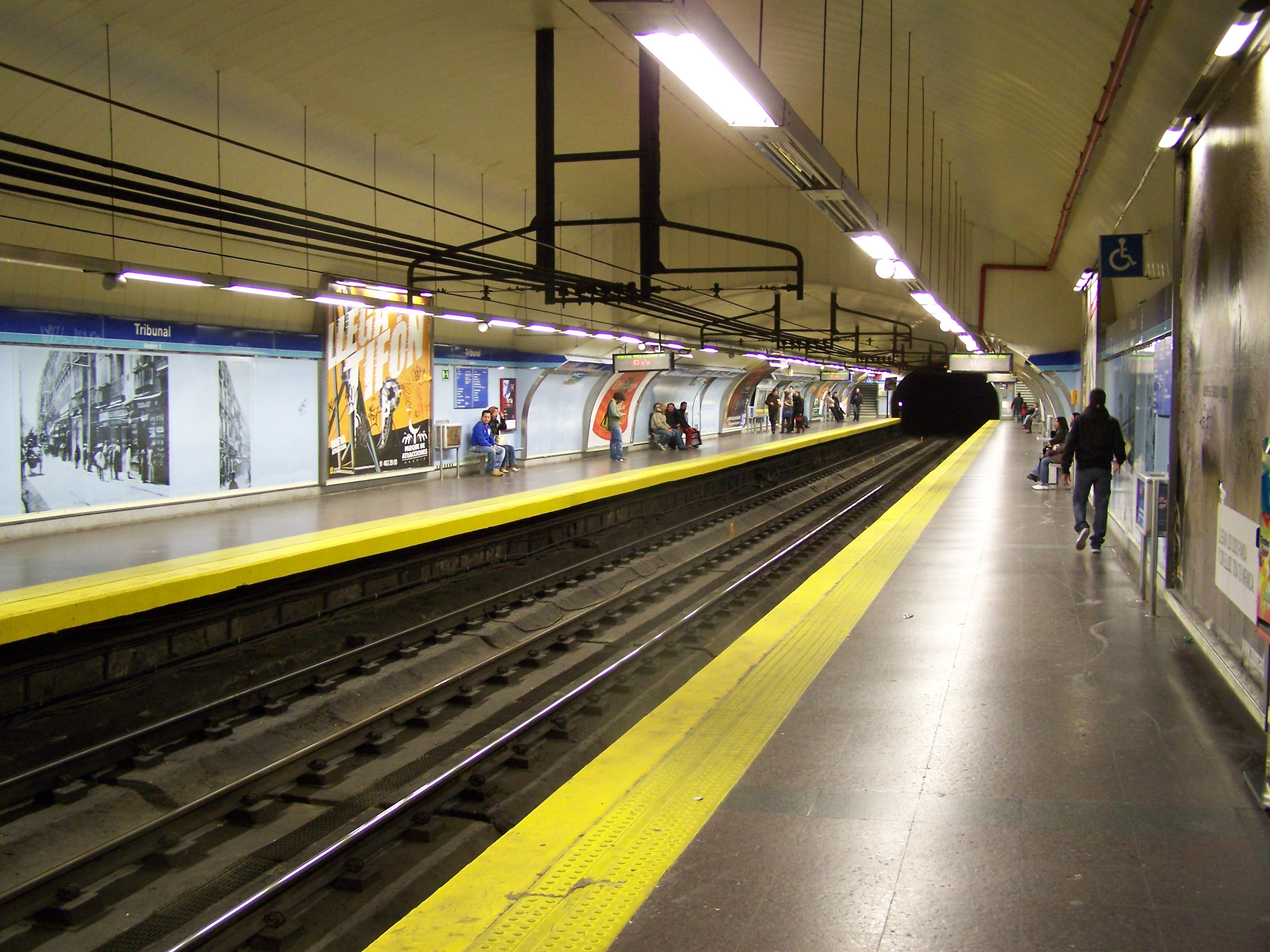
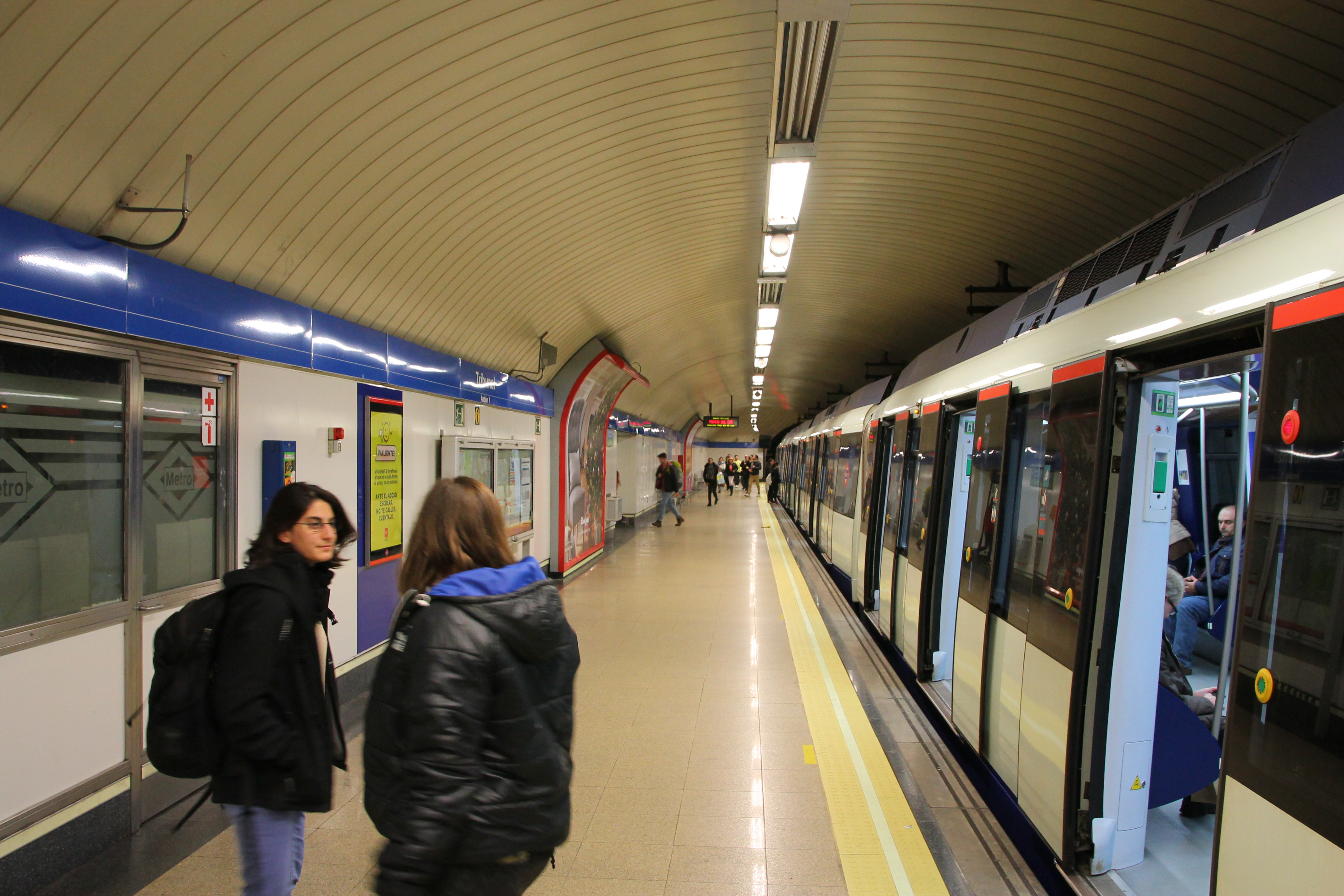
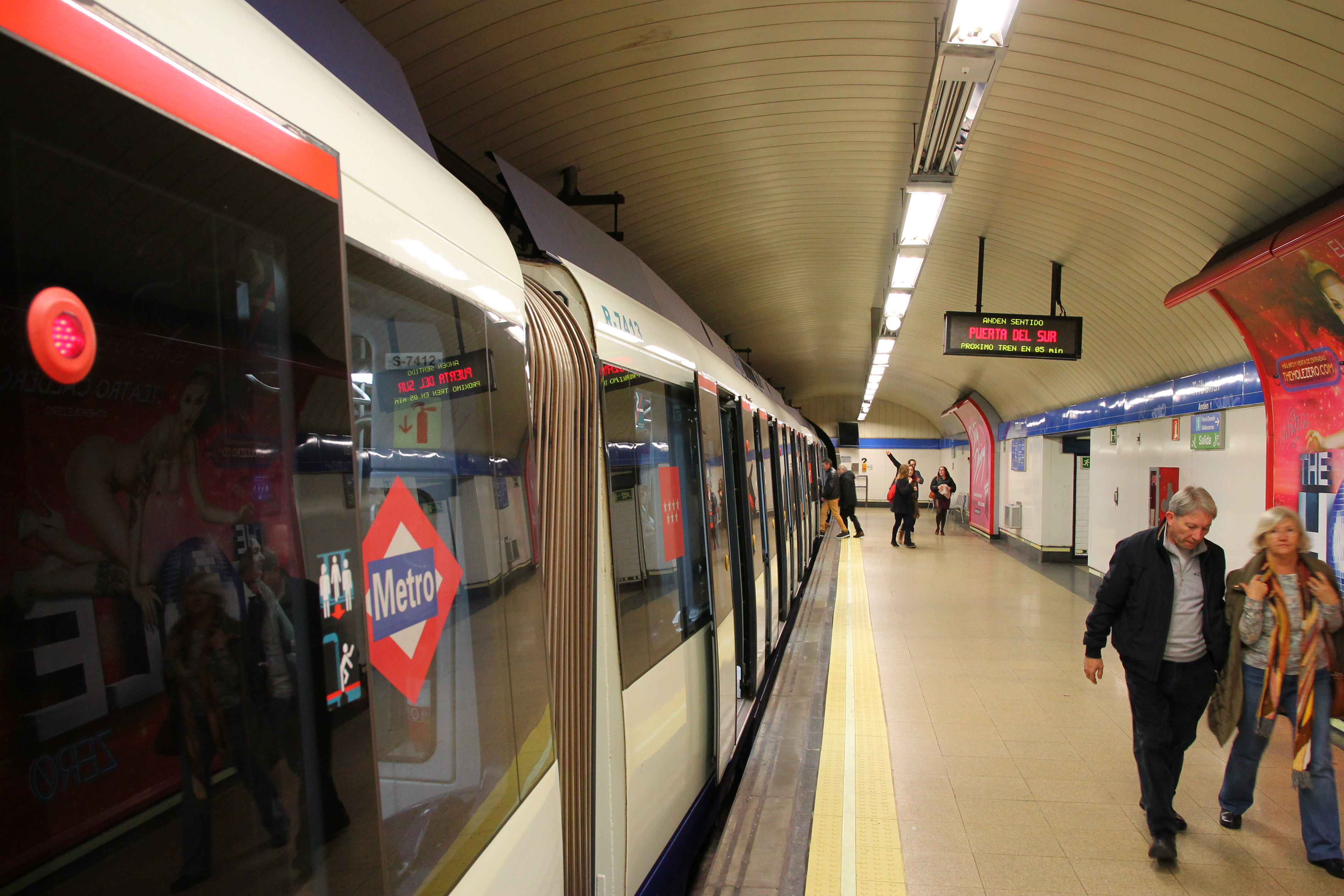

### Intermodalité
À proximité, des arrêts de bus EMT, sont desservis par les lignes : 40 et 149(es) « Estación metro Tribunal », sur lineasdelmetro.com (consulté le 17 août 2022).

## À proximité
Le Tribunal des comptes et le Musée d'histoire de Madrid sont situés l'un en face de l'autre rue de Fuencarral, au niveau des bouches de la station. Le musée du romantisme est situé à proximité.